# 北海道道330号下川停車場線
北海道道330号下川停車場線（ほっかいどうどう330ごう しもかわていしゃじょうせん）は、北海道上川郡下川町内を結ぶ一般道道（北海道道）である。

## 概要

### 路線データ
- 起点：北海道上川郡下川町共栄町（下川町バスターミナル合同センター、旧JR北海道 名寄本線 下川駅跡）
- 終点：北海道上川郡下川町錦町（国道239号交点）
- 路線延長：0.2 km（総延長）

## 歴史
- 1960年（昭和35年）4月1日 - 321号として路線認定[1]。
- 1994年（平成6年）10月1日 - 路線番号を330号に変更[2]。

## 路線状況

### 重複区間
- 下川町共栄町 - 下川町錦町（北海道道354号ペンケ下川停車場線）

## 地理

### 通過する自治体
- 上川総合振興局
  - 上川郡下川町

### 交差する道路
下川町
- 国道239号 - 錦町（終点）

### 沿線にある施設など
下川町
- 下川町バスターミナル合同センター - 共栄町
- 下川町まちおこしセンター「コモレビ」 - 共栄町
- 北はるか農業協同組合（JA北はるか）下川支所 - 共栄町